# Corydoras undulatus
 Corydoras undulatus és una espècie de peix de la família dels cal·líctids i de l'ordre dels siluriformes.

## Morfologia
Els mascles poden assolir els 4,4 cm de llargària total.

## Distribució geogràfica
Es troba a Sud-amèrica: conca inferior del riu Paranà i rius costaners del sud del Brasil.